# Чужоземка: Кров моєї крові
«Чужоземка: Кров моєї крові» — історичний романтичний драматичний телесеріал, який є приквелом до телесеріалу «Чужоземка» (2014 — дотепер), заснованого на однойменній серії книг Діани Геблдон.
Серіал розповідає про батьків обох головних героїв оригінального серіалу, Джеймі Фрейзера та Клер Бошам. Батьків Джеймі у Шотландії 18 століття грають Гаррієт Слейтер у ролі Еллен Маккензі та Джеймі Рой у ролі Браяна Фрейзера. Батьків Клер під час Першої світової війни грають Герміона Корфілд у ролі Джулії Морістон та Джеремі Ірвін у ролі Генрі Бошампа.
Прем'єра серіалу «Чужоземка: Кров моєї крові» відбулася на каналі Starz 8 серпня 2025 року. Перший сезон серіалу триватиме десять епізодів. У червні 2025 року серіал було продовжено на другий сезон перед прем'єрою.
«Чужоземка: Кров моєї крові» — це історія кохання, яка розповідає про те, як батьки Джеймі Фрейзера зустрілися в Шотландії XVIII століття та як батьки Клер Бошам познайомилися під час Першої світової війни в Англії. Трейлер, випущений у липні 2025 року, також розкрив елемент подорожі в часі за участю батьків Клер, який, здається, перетинається з часовою шкалою 18 століття.

## Акторський склад
- Гаррієт Слейтер у ролі Еллен Маккензі, мати Джеймі Фрейзер
- Джеймі Рой у ролі Браяна Фрейзера, батька Джеймі
- Герміона Корфілд у ролі Джулії Морістон, мати Клер Фрейзер
- Джеремі Ірвін у ролі Генрі Бошампа, батька Клер
- Тоні Карран у ролі лорда Ловата, діда Джеймі
- Рорі Александер у ролі Мерта Фіцгіббонса Фрейзера
- Сем Ретфорд у ролі Дугала Маккензі
- Шеймус Маклін Росс у ролі Колума Маккензі
- Конор МакНілл у ролі Неда Гоуена
- Браян Маккарді у ролі Ісаака Гранта. Це була остання поява Маккарді на телебаченні, оскільки він помер від розшарування аорти 28 квітня 2024 року.
- Джон Ламсден у ролі Малкольма Гранта
- Сара Вікерс у ролі Давіни Портер, домогосподарки Ловатів та матері Браяна Фрейзера
- Пітер Муллан у ролі Ред Джейкоба Маккензі, лорда
- Саллі Месшем у ролі місіс Фітц
- Теренс Рей у ролі Арч Бага
- Айлза Девідсон у ролі Джанет Маккензі
- Садбх Малін у ролі Джокасти Маккензі
- Аннабелль Даулер у ролі Лізбет
- Гаррі Ітон у ролі рядового Чарльтона, товариша по службі та друга Генрі Бошана

## Епізоди
| № серії | Назва серії                                             | Режисер(и)    | Сценарист(и)                        | Оригінальна дата показу |
| --- | ------------------------------------------------------- | ------------- | ----------------------------------- | ----------------------- |
| 1 | «Провидіння» «Providence»                               | Jamie Payne   | Matthew B. Roberts                  | 8 серпня 2025           |
| Після смерті Червоного Джейкоба нового лерда клану Маккензі має бути обрано. Його сини — Колум та Дугал — змагаються за титул. На Великому Зібранні Браян Фрейзер і Еллен Маккензі знайомляться та відразу відчувають сильний зв’язок. |                                                         |               |                                     |                         |
| 2 | «Запечатано поцілунком» «S.W.A.K. (Sealed with a Kiss)» | Jamie Payne   | Kiersten Van Horne                  | 8 серпня 2025           |
| Еллен і Браян таємно зустрічаються всупереч опору родини. Тим часом зростає напруга серед кланів, і старійшини вимагають від Еллен вигідного шлюбу.                                                                                    |                                                         |               |                                     |                         |
| 3 | «Школа Місяця» «School of the Moon»                     | Jamie Payne   | Curtis Kheel and Margot Ye          | 15 серпня 2025          |
| Колум і Дугал намагаються утвердити власну владу в клані. Еллен робить вибір серцем, а Браян вирішує піти проти очікувань суспільства заради кохання.                                                                                  |                                                         |               |                                     |                         |
| 4 | «Серце солдата» «A Soldier's Heart»                     | Emer Conroy   | Macy Grace Smolsky                  | 22 серпня 2025          |
| В Англії часів Першої світової війни Генрі Бошан вирушає на фронт. Там він знайомиться з Джулією Морістон, яка служить медсестрою. Випробування війни зближують їх, але ставлять під сумнів майбутнє.                                  |                                                         |               |                                     |                         |
| 5 | «Вогонь очищення» «Needfire»                            | Emer Conroy   | Taylor Mallory                      | 29 серпня 2025          |
| У Шотландії святкують стародавнє свято, що символізує новий початок. Еллен і Браян приймають доленосне рішення, яке може назавжди змінити їхнє життя.                                                                                  |                                                         |               |                                     |                         |
| 6 | «Право народження» «(Birthright)»                       | Matthew Moore | Danielle Berrow                     | 5 вересня 2025          |
| Генрі повертається з фронту з глибокими ранами — як фізичними, так і емоційними. Джулія стає для нього підтримкою, але їхнє кохання стикається з перешкодами.                                                                          |                                                         |               |                                     |                         |
| 7 | «Світю, але не згораю» «Luceo Non Uro»                  | Matthew Moore | Margot Ye                           | 12 вересня 2025         |
| Еллен мусить обрати між клановим обов’язком та особистим щастям. Браян демонструє відданість, ризикуючи всім. У серці клану розгорається конфлікт.                                                                                     |                                                         |               |                                     |                         |
| 8 | «Добропорядна жінка» «A Virtuous Woman»                 | Azhur Saleem  | Kiersten Van Horne                  | 19 вересня 2025         |
| Джулія бореться за своє місце у світі, де жінки рідко мають право на власний вибір. Генрі змушений зіткнутися з болючим минулим. |                                                         |               |                                     |                         |
| 9 | «Бремар» «Braemar»                                      | Azhur Saleem  | Diana Gabaldon                      | 26 вересня 2025         |
| На традиційному святі в горах Браян і Еллен відкрито заявляють про своє кохання, незважаючи на спротив. Події стають переломним моментом для всієї родини Маккензі.                                                                    |                                                         |               |                                     |                         |
| 10 | «Щось позичене» «Something Borrowed»                    | Azhur Saleem  | Diana Gabaldon & Matthew B. Roberts | 10 жовтня 2025          |
| Минуле й майбутнє зливаються, коли історії обох пар перетинаються. Народжується нова спадщина, яка згодом приведе до історії Джеймі та Клер.                                                                                           |                                                         |               |                                     |                         |

## Зйомки
Зйомки розпочалися в січні 2024 року в Глазго, Шотландія,але виробництво довелося призупинити через шторми в цьому районі, і зйомки відновилися наприкінці лютого. Частина зйомок також проводилася на локації в замку Дун, який служив замком Леох.19 липня 2024 року Starz оголосив у соціальних мережах про завершення зйомок. У червні 2025 року серіал було поновлено на другий сезон, і виробництво розпочалося в Шотландії перед прем'єрою серіалу.

## Реліз
Прем'єра серіалу «Чужоземка: Кров моєї крові» відбулася 8 серпня 2025 року.

## Оцінка
На вебсайті агрегатора відгуків Rotten Tomatoes перший сезон має рейтинг схвалення 91 % на основі 22 відгуків критиків. Консенсус критиків вебсайту такий: "Захоплюючись багатою жилою романтики та головоломних пригод, «Кров моєї крові» — це захопливий спін-офф, який втілює найкращі якості оригінального серіалу «Чужоземка». Metacritic, який використовує середньозважене значення, присвоїв серіалу 70 балів зі 100 на основі 15 відгуків критиків, що вказує на «загалом схвальні» відгуки.